# 1180
Évszázadok: 11. század – 12. század – 13. század
Évtizedek: 1130-as évek – 1140-es évek – 1150-es évek – 1160-as évek – 1170-es évek – 1180-as évek – 1190-es évek – 1200-as évek – 1210-es évek – 1220-as évek – 1230-as évek
Évek: 1175 – 1176 – 1177 – 1178 –  1179 – 1180 – 1181 – 1182 – 1183 – 1184 – 1185

## Események

### Határozott dátumú események
- január 15. – a Gelnhausenben tartott birodalmi gyűlésen birodalmi átokkal sújtják III. (Oroszlán) Henrik szász herceget,[1][2]
- április 13. – Barbarossa Frigyes német-római császár elmozdítja Szászország éléről III. (Oroszlán) Henriket,[1] és megalapítja a vesztfáliai és a stájer hercegségeket.
- szeptember 16. – I. Ottó bajor herceg trónra lépése[3] (1183-ig uralkodik), a Wittelsbachok uralmának kezdete Bajorországban.
- szeptember 24. – II. Alexiosz bizánci császár koronázása[4] (1183-ban megfosztják a tróntól).
- november 18. – II. Fülöp Ágost francia király trónra lépése (1223-ig uralkodik).

### Határozatlan dátumú események
- az év folyamán – 
  - I. Manuél bizánci császár halála után III. Béla serege elfoglalja Zimonyt és Dalmácia bizánci kézen levő részeit. (A dalmát városok sorra csatlakoznak a magyar koronához.)
  - III. Sándor pápa egy dél-itáliai kolostorba száműzi ellenfelét, III. Incét.[5]
  - Antoku japán császár trónra lépése.
  - II. Ferdinánd leóni király foglyul ejti I. Alfonz portugál királyt.
  - Franciaországhoz csatolják Artois tartományt.[6]
  - II. Kilidzs Arszlán rúmi szultán és Szaladin egyiptomi szultán szövetséget kötnek a keresztesek ellen.

## Születések
- Go-Toba japán császár
- Kasztíliai Berengária, III. Ferdinánd kasztíliai király anyja
- X. Erik svéd király († 1216)
- Jacques de Vitry francia teológus

## Halálozások
- Al-Musztadi abbászida kalifa (* 1142)
- szeptember 18. – VII. (Ifjú) Lajos francia király (* 1120)
- szeptember 24. – I. Manuél bizánci császár[7] (* 1122)